# Conférence épiscopale du Mali
La Conférence épiscopale du Mali est une conférence épiscopale de l’Église catholique qui rassemble l’ensemble des ordinaires du Mali.
Elle est membre de la Conférence épiscopale régionale de l’Afrique de l’Ouest (RECOWA-CERAO) et du Symposium des conférences épiscopales d’Afrique et de Madagascar, (SECAM-SCEAM). Son président est après 2017 Jonas Dembélé.

## Membres

### Présidents
Le président de la conférence est en 2023 Jonas Dembélé, évêque de Kayes, depuis mars 2017.
Il y a précédemment eu :
- Luc Auguste Sangaré, archevêque de Bamako, de 1970 à 1987 ;
- Jean-Baptiste Maria Cissé (fi), évêque de Sikasso, de 1987 à sa mort le 3 novembre 1996 ;
- Jean-Gabriel Diarra, évêque de San, de 1997 à avril 2009 ;
- Jean-Baptiste Tiama, évêque de Sikasso, d’avril 2009 à mars 2017.

### Vice-présidents
Le vice-président de la conférence est en 2023 Augustin Traoré (fi), évêque de Ségou.

### Secrétaires généraux
Le secrétaire général de la conférence est en 2023 le frère Alexandre Denou, depuis 2018.

## Sanctuaires
La conférence a désigné un sanctuaire national, le sanctuaire Notre-Dame-du-Mali de Kita, inauguré en 1994,.